# Kalayaan (Palawan)
Kalayaan is een Filipijnse gemeente op enkele van de Spratly-eilanden, een eilandengroep in de Zuid-Chinese Zee. De Spratly-eilanden worden door diverse omliggende landen betwist, waaronder de Filipijnen, Vietnam en China. De gemeente is ingedeeld in de provincie Palawan. Bij de laatste census in 2007 had de gemeente 114 inwoners.

## Geografie

### Bestuurlijke indeling
Kalayaan bestaat slechts uit een enkele barangay genaamd Pag-Asa.

## Demografie
Kalayaan had bij de census van 2007 een inwoneraantal van 114 mensen. Dit zijn 109 mensen (48,9%) minder dan bij de vorige census van 2000. De gemiddelde jaarlijkse groei komt daarmee uit op -8,84%, hetgeen geheel afwijkt van het landelijk jaarlijks gemiddelde over deze periode (2,04%). Vergeleken met de census van 1995 is het aantal mensen met 235 (67,3%) afgenomen.

De bevolkingsdichtheid van Kalayaan was ten tijde van de laatste census, met 114 inwoners op 290 km², 1,2 mensen per km².